# Laurence Gayte
Pour les articles homonymes, voir Gayte.
Laurence Gayte, née le 25 septembre 1965 dans le 13e arrondissement de Paris (France), est une femme politique française. Elle est élue députée lors des élections législatives de 2017 dans la troisième circonscription des Pyrénées-Orientales avec l'étiquette La République en marche. Elle était auparavant membre de l'Union des démocrates et indépendants.

## Biographie

### Jeunesse et études
Laurence Gayte est diplômée de l'Institut d'études politiques de Rennes (2015)[réf. nécessaire]. Elle dispose également d'un diplôme d'ingénieur écologue.

### Parcours professionnel
Jusqu'en 2017 elle travaille dans une société d'informatique dirigée par son mari implantée sur la commune de Saint-Estève.

### Engagement politique

#### Mandat local
Entre 2010 et 2014, elle occupe à Saint-Estève (Pyrénées-Orientales) la fonction d'adjointe au maire déléguée à l'urbanisme et à l'environnement.
Avant de rejoindre La République en marche, elle était membre de l'Union des démocrates et indépendants.

#### Élections législatives de 2017
Laurence Gayte obtient d'abord une investiture du Parti radical valoisien, composante de l'Union des démocrates et indépendants, pour la quatrième circonscription des Pyrénées-Orientales faute d'accord avec Les Républicains dans le département.
En mai 2017, elle est investie tardivement par La République en marche pour les élections législatives dans la troisième circonscription des Pyrénées-Orientales. La République en marche aurait en effet envisagé ne pas présenter de candidat face à la députée sortante socialiste Ségolène Neuville.
À l'issue du premier tour de l'élection, elle recueille 22,7 % des suffrages et se place en première position devant la candidate du Front National Sandrine Dogor. La députée sortante socialiste Ségolène Neuville est éliminée dès le premier tour. Laurence Gayte est élue le 18 juin avec 59,31% des votes exprimés.

#### Députée
En novembre 2018, le Premier ministre Édouard Philippe confie à Laurence Gayte la mission parlementaire visant à dresser un état des lieux des 15 000 passages à niveau en France et leur sécurité. Elle remet son rapport le 12 avril 2019 à la ministre chargé des Transports Élisabeth Borne.
En janvier 2019, elle porte plainte contre un Gilet jaune de sa circonscription qui lui a envoyé de multiples menaces de mort par e-mail,. L'inculpé, un octogénaire de Pézilla-la-Rivière, est condamné deux mois plus tard à une amende de 600 euros.
Elle n'est pas reconduite pour un second mandat.
Laurence Gayte parraine la candidature d'Emmanuel Macron pour l'élection présidentielle française de 2022.